# 9. gorska divizija (Vzhod)
Za druge 9. divizije glej 9. divizija.
9. gorska divizija (Vzhod) (izvirno nemško 9. Gebirgsjäger-Division (Ost); dobesedno 9. gorskolovska divizija (Vzhod)) je bila gorska lahka divizija v sestavi redne nemške kopenske vojske med drugo svetovno vojno.

## Zgodovina
Ta divizija je bila ustanovljena z reorganizacijo Kampfgruppe Semmering, toda v organizacijskih dokumentih z 12. aprila in 7. maja 1945 je vpisana kot Kampfgruppe Raithel v sestavi III. tankovskega korpusa (6. armada). 25. aprila 1945 je dotična armada dala dovoljenje, da se uporabijo deli divizije za ustanovitev nove gorske divizije »Steiermark«.
Divizija je bila tipična poznovojna ad hoc formacija, ki so jo sestavili iz enot Heera, Waffen-SS, deželnostrelskih bataljonov, baltiških policijskih enot, pripadnikov Vojne mornarice (posadke podmornic in Donavske flotilje ter pripadnikov Luftwaffe, ki so bili prizemljeni zaradi pomanjkanja letal.
9. gorska divizija je bila dejavna v Avstriji med aprilom in majem 1945.

## Vojna služba
| Datum      | Delovanje       | Korpus                | Armada    | Armadna skupina | Področje |
| April 1945 | bojno delovanje | III. tankovski korpus | 6. armada | /               | Avstrija |

## Sestava
- divizijski štab
- 154. gorski polk
- 155. gorski polk
- 56. gorski izvidniški bataljon
- 48. tankovskolovska četa (mot.)
- 56. gorski artilerijski polk
- gorska pionirska četa

## Pripadniki
Divizijski poveljniki
| 1. | Polkovnik | Heribert August Wolfgang Raithel | (april 1945 8. maj 1945) |

Nosilci viteškega križca
Divizijski pripadniki niso prejeli nobenega viteškega križca.